# Росора
Росора (итал. Rosora) насеље је у Италији у округу Анкона, региону Марке.
Према процени из 2011. у насељу је живело 264 становника. Насеље се налази на надморској висини од 377 м.

## Становништво
| 1936. | 1951. | 1961. | 1971. | 1981. | 1991. | 2001. | 2011. |
| ----- | ----- | ----- | ----- | ----- | ----- | ----- | ----- |
| 1.862 | 1.895 | 1.668 | 1.440 | 1.558 | 1.626 | 1.748 | 1.988 |